# Mimma Zavoli
Mimma Zavoli, född 13 april 1963, är en sanmarinsk politiker som har fungerat som landets statschef.

## Bakgrund och privatliv
Zavolis familj är ursprungligen från San Marino men flyttade till Italien där Zavoli själv är född år 1963. Enligt berättelsen brukade hennes farfar påminna barn om deras hemland genom att påpeka Monte Titano och säga "där finns landet som vi är hemma från".
Zavoli är gift och har två barn.

## Politisk karriär
I mars 2017 valdes Zavoli och Vanessa D'Ambrosio till regerande kaptener av Stora och allmänna rådet i San Marino. Detta var den första gång då två kvinnliga kandidater har blivit valda till posten.. I september publicerades det ett frimärke för att hylla denna historiska händelse.